# Dayot Upamecano
Dayotchanculle Oswald Upamecano (Évreux, 27 de outubro de 1998) é um futebolista francês que atua como zagueiro. Atualmente, joga pelo Bayern de Munique.

## Carreira

### Red Bull Salzburg
Upamecano começou a carreira no Red Bull Salzburg. Ele foi um substituto não utilizado no jogo da Liga dos Campeões da Red Bull contra o Malmö FF em 29 de julho de 2015. Ele fez sua estreia profissional pelo clube-satélite da Red Bull, Liefering, dois dias depois, na vitória por 2-1 contra o SKN St. Pölten. Em 19 de março de 2016, ele estreou na liga com o Red Bull Salzburg em uma vitória por 2-1 sobre o Mattersburg.

### Red Bull Leipzig
Em 14 de Janeiro de 2017, Upamecano acertou com o RB Leipzig da Alemanha com um contrato de 4 anos e meio (até junho de 2021).
Sua estreia na Bundesliga aconteceu em 4 de Fevereiro de 2017, na derrota de 1-0 contra o Borussia Dortmund.

### Bayern de Munique
Em 14 de Fevereiro de 2021, O Bayern de Munique anunciou a contratação de Upamecano por um contrato de 5 anos.

## Títulos
Bayern de Munique
- Supercopa da Alemanha: 2021, 2022 e 2025[7]
- Bundesliga: 2021–22, 2022–23 e 2024–25[8]

França
- Campeonato Europeu Sub-17: 2015
- Liga das Nações da UEFA: 2020–21

### Prêmios individuais
- Equipe do torneio do Campeonato Europeu Sub-17 de 2015[9]
- 18º melhor jovem do ano de 2017 (FourFourTwo)[10]
- Seleção da Liga dos Campeões da UEFA: 2019–20[11]